# Bouvresse
 Bouvresse  là một xã thuộc tỉnh Oise trong vùng Hauts-de-France tây bắc nước Pháp. Xã này nằm ở khu vực có độ cao trung bình 223 mét trên mực nước biển.